# Obispos de Linköping
Obispos de la Diócesis de Linköping, Suecia.

## Antes de la reforma
- Herbert?
- Rikard?
- 1139-1160-talet Gisle
- 1170-1171	Stenar
- 1187-1195/96	Kol
- Johannes
- 1216-1220	Karl Magnusson (Bjälboätten)
- 1220-1236	Bengt Magnusson (Bjälboätten)
- 1236-1258	Lars
- 1258-1283	Henrik
- 1258-1286	Bo
- 1286-1291	Bengt Birgersson (Bjälboätten)
- 1292-1307	Lars
- 1307-1338	Karl Bååt
- 1342-1351	Petrus Tyrgilli (Torkilsson)
- 1352-1372	Nils Markusson
- 1373-1374	Gottskalk Falkdal
- 1375-1391	Nils Hermansson
- 1391-1436	Knut Bosson (Natt och Dag)
- 1436-1440	Bengt Larsson
- 1441-1458	Nils König
- 1459-1465	Kettil Karlsson (Vasa)
- 1465-1500	Henrik Tidemansson
- 1501-1512	Hemming Gadh
- 1513-1527	Hans Brask

## Después de la reforma
- 1529-1540	Jöns Månsson
- 1543-1558	Nicolaus Canuti
- 1558-1569	Erik Falck
- 1569-1580	Martinus Olai Gestricus
- 1583-1587	Petrus Caroli
- 1589-1606	Petrus Benedicti
- 1606-1630	Jonas Kylander
- 1631-1635	Johannes Botvidi
- 1637-1644	Jonas Petri Gothus
- 1645-1655	Andreas Johannis Prytz
- 1655-1670	Samuel Enander
- 1671-1678	Johannes Terserus
- 1678-1681	Olov Svebilius
- 1681-1691	Magnus Pontin
- 1692-1711	Haquin Spegel
- 1711-1716	Jacob Lang
- 1716-1729	Torsten Rudeen
- 1730	J Steuchius
- 1731-1742	Erik Benzelius d.y.
- 1743-1761	Andreas Olavi Ryzelius
- 1761-1780	Petrus Filenius
- 1780-1786	Uno von Troil
- 1786-1805	Jakob Axelsson Lindblom
- 1805-1808	Magnus Lehnberg
- 1809-1819	Carl von Rosenstein
- 1819-1833	Marcus Wallenberg
- 1833-1861	Johan Jacob Hedrén
- 1861-1884	Ebbe Gustaf Bring
- 1884-1893	Carl Alfred Cornelius
- 1893-1906	Carl Wilhelm Charlewille
- 1907-1910	Otto Ahnfelt
- 1910-1926	John Personne
- 1927-1935	Erik Aurelius
- 1936-1947	Tor Andrae
- 1947-1959	Torsten Ysander
- 1959-1980	Ragnar Askmark
- 1980-1995	Martin Lönnebo
- 1995-	        Martin Lind

- Datos: Q454822